# Brigitta Scherzenfeldt

Ur Livrustkammarens samlingar: Brigitta Scherzenfeldts rock och kaftan, plagg som härrörde från tiden i kalmuckisk fångenskap.

Brigitta Christina Scherzenfeldt, som gift Bernow, Lindström, Ziems, och Renat, född på Bäckaskog kungsgård i Skåne 1684, död 1736, var en svensk kvinna som tillfångatogs och såldes som slav under det stora Nordiska kriget. Hennes öde är, efter Lovisa von Burghausens, det mest uppmärksammade kvinnödet bland de många civila karolinska krigsfångarna under detta krig. Hon var slav i Dzungarkhanatet, och hennes memoarer, som tros vara dikterade av henne själv, betraktas som en unik källa om livet i detta rike. 

## Bakgrund
Född som barn till löjtnant Knut Scherzenfeldt och Brigitta Tranander blev hon 1699 gift med föraren vid Livgardet Mats Bernow, som hon följde i fält, och gifte om sig med fältväbel Johan Lindström då maken stupade vid Thorn 1703. Hon var då bosatt i Riga; paret blev krigsfångar efter slaget vid Poltava och fördes till Moskva, där Lindström dog 1711 och Brigitta 1712 gifte sig med löjtnant Michael Ziems, en tysk i svensk tjänst; de fördes snart till Tobolsk.
Ziems, som inte var svensk undersåte, gick i januari 1715 i rysk tjänst för att slippa ur fångenskapen, och blev kapten i ett ryskt regemente under överste Ivan Buchholtz. I juni skickades regementet av guvernör Gagarin för att befästa Jarmynsjön vid Irtysj-flodens övre lopp mot de centralasiatiska Kalmuckerna. 1716 jagades de bort av kalmuckerna, men då var redan en förstärkning på väg; Ziems och Brigitta hade följt med den, liksom en annan svensk, Johan Gustaf Renat och flera andra svenskar och tyskar i rysk tjänst. Denna styrka togs till fånga av kalmuckerna.

## Slav i Centralasien
Ziems dödades, Brigitta misshandlades med järn och remmar, fick kläderna avslitna och utsattes för ett våldtäktsförsök (vilket hon själv berättade för en engelsk kvinna) där hon försvarade sig genom att bita loss en bit av kalmuckens ben – han ville då slå ihjäl henne, men hindrades av en kamrat, och hon fördes naken som slav till kalmuckernas khanat. Khanen fick höra talas om hennes självförsvar och frågade henne nyfiket varför hon hade gjort motstånd, och då hon hade talat om sitt lands seder, såg han till att hon inte blev utsatt för några fler sextrakasserier, och gav henne som gåva till en av sina fruar, en prinsessa från Tibet. 
Hon fick kläder och gjorde sig snart omtyckt och respekterad med sitt uppförande och sina kunskaper i vävning och stickning. Hon blev snart mer som en hovdam, utnämndes till instruktör i virkning åt khanens favoritdotter, prinsessan Seson, och var under två år inköpschef för prinsessans hemgift i staden Jarkend i Sinkiang. Hon gjorde livet drägligare för de andra svenska slavarna, bland annat Johan Gustaf Renat, en styckjunkare, född 1682 som son till judiska invandrare från Österrike som konverterat 1681. Renat lärde kalmuckerna att gjuta kanoner och mörsare, trycka böcker och gjorde vävstolar till Brigittas undervisning, tränade dem i artilleri och ledde ett anfall mot kineserna. 
Prinsessan ville ta henne med sig då hon gifte sig med Volgakalmuckernas khan, men Brigitta vägrade och "gifte" sig istället med Renat – i själva verket var de aldrig formellt gifta. Snart efter dog khanen (1727), och Seson, hennes mor och hennes hov torterades och dödades, anklagade för att ha förgiftat honom. Brigitta utsattes för intriger och misstankar, men undvek farorna genom sitt förstånd och lyckades få igenom sitt krav att de 18 svenska och de 134 ryska slavarna skulle friges.

## Frigivning
År 1733 lämnade paret Renat Asien med en rysk ambassad och 20 kalmuckiska slavar; sex kvarhölls i Moskva (där Brigitta och Renat gifte sig), flera dog, och då de landsteg i Stockholm 1734 döptes de tre återstående slavinnorna, Altan, Iamakiss och Sara som sedan blev deras pigor, och fick namnen Anna Catharina, Maria Stina och Sara Greta. Hon dog "av bröstvärk, håll och stygn" 1736. Hennes kalmuckiska dräkt av rött siden finns i Livrustkammaren i Stockholm.